# Mikael Hopkins
Mikael Levon Hopkins (Hyattsville, 23 giugno 1993) è un cestista statunitense naturalizzato ungherese.

## Carriera
Con l'Ungheria ha disputato i Campionati europei del 2022.

## Palmarès
- Campionato bulgaro: 1

Balkan Botevgrad: 2018-19
- Campionato sloveno: 1

Cedevita Olimpija: 2020-21
- Supercoppa slovena: 1

Cedevita Olimpija: 2020